# 休戈爾河
休戈爾河（羅馬化：Shchugor）或休格尔河（Щугер）是俄羅斯的河流，屬於伯朝拉河的右支流，由科密共和國負責管轄，河道全長300公里，流域面積9,660平方公里，河水主要來自雨水和融雪，每年十月至翌年六月結冰。